# Umbilicus oppositifolius
Espèce
Umbilicus oppositifolius est une espèce de plantes à fleurs de la famille des Crassulaceae.

## Répartition
Caucase (Géorgie).

## Systématique
Le nom correct complet (avec auteur) de ce taxon est Umbilicus oppositifolius Ledeb..
L'espèce a été initialement classée dans le genre Cotyledon sous le basionyme Cotyledon oppositifolia Ledeb. ex Nordm..
Ce taxon porte en français le nom vernaculaire ou normalisé suivant : Goutte d'or.
Umbilicus oppositifolius a pour synonymes :
- Chiastophyllum oppositifolium (Ledeb.) A.Berger
- Cotyledon oppositifolia Ledeb.
- Cotyledon oppositifolia Ledeb. ex Nordm.
- Sedum oppositifolium (Ledeb.) Raym.-Hamet